# 沃尔夫冈·门尼希
沃尔夫冈·门尼希（德語：Wolfgang Maennig，1960年2月12日—），德国男子赛艇运动员。他曾代表西德参加1984年和1988年夏季奥林匹克运动会赛艇比赛，其中1988年奥运会获得一枚金牌。